# 英俊的骗子
《英俊的骗子》（羅馬化：Aii Con Lor Luang），是一部2020年上映的泰国爱情喜剧片。由平采娜·乐维瑟派布恩、纳得克·钉宫、提顶·玛哈由踏纳领衔主演，凯塞利亚·麦克托什、邦沙敦·宗威拉克联合主演，辰塔维·塔纳西维特别出演。

## 故事内容
伊娜（Baifern 饰）是一名前银行雇员。她被前男友佩奇（Bank 饰）骗走了一大笔钱。分手后的她决定向他展开报复。之后阴差阳错的和另一名职业骗子塔文（Barry 饰）合作，与Nongnuch（凯塞利亚·麦克托什 饰）和Jone（邦沙敦·宗威拉克 饰）携手计划，並一步步地达成目标。

## 演员阵容

### 主要演员
- 平采娜·乐维瑟派布恩（Baifern）饰演 伊娜·吉蒂安（Ina Jitimaim）

配音：李涵菲（台灣）
前银行雇员，天真烂漫的女子。被前男友佩奇骗钱令需要还贷款的她生活陷入困境，所以总是吃香蕉。在与塔文合作的过程中渐渐喜欢他。
- 纳得克·钉宫（Barry）饰演 塔文·苏帕派汕（Tower Suppapaisan）

配音：李世揚（台灣）
眉毛像蚂蚱，会唇语的职业骗子。后来因为有把柄在伊娜身上而不得不与其展开合作。在合作的过程中渐渐喜欢伊娜。
- 提顶·玛哈由踏纳（Bank）饰演 佩奇 （Petch）

配音：張立昂（台灣）
花花公子，是一名爱情骗子，利用骗来的钱来开设自己的旅行社。
- 凯塞利亚·麦克托什（英语：Kathaleeya McIntosh） 饰演 Nongnuch

有经济困难的女老师，假装是来自中国的某集团富婆以便能引佩奇上钩。
- 邦沙敦·宗威拉克 饰演 Jone

塔文的狱友。

### 特别出演
- 辰塔维·塔纳西维（Ter）饰演 萨姆森（Samson）

配音：黃天佑（台灣）
酒店经理人，说话时会溅出大量的唾液。

## 电影原声带
| 《英俊的骗子》原声带 | 《英俊的骗子》原声带     | 《英俊的骗子》原声带 | 《英俊的骗子》原声带 | 《英俊的骗子》原声带 |
| 曲序                 | 曲目                     | 作曲                 | 编曲                 | 演唱者               |
| -------------------- | ------------------------ | -------------------- | -------------------- | -------------------- |
| 1.                   | 《我不是騙子 พี่ไม่หล่อลวง》 | BamBam               | BamBam               | BamBam               |